# Szinorogén vulkanizmus
A szinorogén vulkanizmus a tektonikus fázisokhoz kapcsolódó vulkanizmusok közül a orogenezissel egyidejű, az orogenezis folyamatából származó vulkanikus tevékenységet jelent. Követi az iniciális vulkanizmust, de nem váltja fel, hanem általában párhuzamosan zajlanak. Az iniciális tevékenység a táguló óceáni aljzaton folyik, a szinorogén pedig a szubdukciós zónák környezetében, az alábukó lemezszegély megolvadásához kötődik. A szubdukció általában az alábukó lemezzel szemközti lemezen gyűrthegységek kialakulásával jár, ezért nevezik az orogénnel párhuzamosnak, egyidejűnek.
A lemezszegélyek találkozása és a szubdukció nem mindig jár vulkanizmussal. Erre példa a Dekkán-pajzs, amely jelenleg éppen a Himaláját emeli fel, de magmás tevékenység nem tapasztalható. Mégis a jelenlegi szárazföldeken ez a legelterjedtebb típus, a dél-amerikai Andok tűzhányói, a szumátrai, borneói vulkánok, a Mariana-árokkal szemközti ázsiai lemezperem magmás tevékenysége, vagy az Etna, Vezúv, Stromboli is ide sorolható. Ha mindkét lemez óceáni típusú, vagy legalábbis tengerszint alatt vannak, akkor a felső lemez peremét szegélyező vulkanikus szigetláncok láncok jönnek létre. Ezek hasonlóak a forrópontos szigetívekhez, azonban tűzhányói egy időben vagy közel egy időben működnek és a kitörések típusa nem effuzív, hanem explozív.
Változatos anyagú rétegvulkánokat építenek, mivel a felszínre kerülő láva összetétele függ a mélyben megolvadó lemezperem és a felszálló áramlat által érintett kontinentális lemez kiinduló anyagától. A harántolt kőzetek miatt mindenképpen magasabb szilícium-tartalmú lesz, ezért semleges vagy savanyú kémhatású és sűrűn folyó lesz. Gránitos, dioritos, dácitos, riolitos és andezites magma is előfordul. Oldott gáztartalmuk is magas, ezért a nagy sűrűség és sok gáz miatt mindig robbanásos (explozív) kitöréseket produkál. Szinorogén plutonizmus is lehetséges, ha nem jut el a felszínig a magma. Ez esetben általában gránitos tömbök alakulnak ki.
| sorrend | vulkanizmus neve         | tektonikus fázis                                                                     |
| ------- | ------------------------ | ------------------------------------------------------------------------------------ |
| 1       | iniciális vulkanizmus    | geoszinklinálisokban, hasadékvölgyes, ofiolitos                                      |
| 2       | szinorogén vulkanizmus   | szubdukcióhoz, orogenezishez kapcsolódó, gránitos, plutonikus                        |
| 3       | szubszekvens vulkanizmus | savanyú → bázikus sorrendű vulkanizmus és plutonizmus a konszolidálódó orogenezisben |
| 4       | finális vulkanizmus      | kratonok befejező, bazaltos ciklusa                                                  |